# 梵音寺 (江戸川区)
梵音寺（ぼんのんじ）は、東京都江戸川区にある曹洞宗の寺院。

## 概要
847年（承和14年）、慈覚大師円仁によって開山されたといわれている。円仁が唐から帰国の途中、大風で難破しそうになり観音菩薩に祈ったところ、観音菩薩が現れて風が止んだ。円仁は直ちに観音菩薩を描写し、当地に上陸後、その絵を参考にしながら彫刻し、その観音像を本尊とする寺を建てたといわれている。なお、史実の円仁は、新羅経由で比較的安全に博多津（現・福岡県福岡市博多区）に上陸している。
境内には室町時代の宝篋印塔の残骸が残っているので、寺伝にいう平安時代初期の開山かはともかく、比較的古い寺であることが推測される。
その後江戸時代初期、栄室寿盛（1626年寂）によって中興された。
旧本山は千葉県広徳寺。

## 文化財
- 板碑・文保元年六月日銘 - 江戸川区指定有形文化財・歴史資料、昭和57年2月8日告示[1]
- 木造聖観音菩薩坐像 - 江戸川区指定有形文化財・彫刻、平成20年3月27日告示[4]
  - 本尊[4]。

## 交通アクセス
- 葛西駅より徒歩10分。

## 関連文献
- 「長島村 梵音寺」『新編武蔵風土記稿』 巻ノ29葛飾郡ノ10、内務省地理局、1884年6月。NDLJP:763979/68。